# Diospyros squarrosa
Diospyros squarrosa är en tvåhjärtbladig växtart som beskrevs av Johann Friedrich Klotzsch. Diospyros squarrosa ingår i släktet Diospyros och familjen Ebenaceae. Inga underarter finns listade i Catalogue of Life.